# 이수미 (배우)
이수미(1973년~)는 대한민국의 연극배우이자 영화배우이다.

## 출연작

### 드라마
- 2020년 MBC 수목드라마 《그 남자의 기억법》 - 박경애 역
- 2020년 tvN 목요드라마 《슬기로운 의사생활》 - 왕이모 (여) 역
- 2021년 JTBC 월화드라마 《한 사람만》 - 막달레나 역
- 2021년 tvN 목요드라마 《슬기로운 의사생활 2》 - 왕이모 (여) 역
- 2023년 Netflix 오리지널 드라마 《마스크걸》 - 안은숙 역
- 2024년 Netflix 오리지널 드라마 《선산》 - 선술집 주인 역
- 2024년 JTBC 수목드라마 《비밀은 없어》 - 예능국장 역
- 2025년 Disney+ 오리지널 드라마 《트리거》 - 연미진 역 (특별출연)
- 2025년 JTBC 토일드라마 《굿보이》 - 인성슈퍼 주인 역
- 2025년 tvN 월화드라마 《견우와 선녀》 - 이모님 역

### 영화
- 2005년 영화 《그때 그 사람들》 - 주 과장 부인 역
- 2007년 영화 《오래된 정원》 - 혜순 역
- 2018년 영화 《레슬러》 - 정육점 주인 역
- 2019년 영화 《니나 내나》 - 혜선 역

## 공연
- 2020년 연극 《신의 아그네스》 - 원장수녀 역
- 2020년 연극 《두산인문극장 2020 푸드 궁극의 맛》
- 2019년 연극 《스카팽》 - 네린느 역
- 2019년 연극 《뼈의 기행》 - 심가 역
- 2019년 연극 《자기 앞의 생》 - 로자 역
- 2018년 연극 《텍사스 고모》 - 멕시코 아줌마 & 소철 할머니 역
- 2018년 연극 《운명》 - 인근 여인 갑 역
- 2018년 연극 《손님들》
- 2018년 연극 《3월의 눈》 - 중국관광객, 인부 역
- 2017년 연극 《여보 나도 할말이 있어》 - 오목 역
- 2017년 연극 《사랑별곡 - 광주》 - 멀티(창수네, 미쓰나) 역
- 2017년 연극 《애국가》
- 2016년 연극 《세자매》
- 2016년 연극 《사랑별곡》 - 멀티(창수네, 미쓰나) 역
- 2015년 연극 《그녀들의 집》 - 둘째 딸 역
- 2014년 연극 《여보 나도 할말이 있어》 - 오목 역
- 2014년 연극 《반신》 - 가브리엘 역
- 2009년 연극 《로미오와 줄리엣》
- 2009년 연극 《용호상박》
- 2009년 연극 《서울연극제 - 심청이는 왜 두번 인당수에 몸을 던졌는가
- 2007년 연극 《맥베스》
- 2007년 연극 《맥베스》 - 맥배스부인 역